# Grand Prix de Fourmies 2021
La 88e édition du Grand Prix de Fourmies a eu lieu le 12 septembre 2021 sur une distance de 197,6 kilomètres. Elle fait partie du calendrier UCI ProSeries 2021 en catégorie 1.Pro et de la Coupe de France de cyclisme sur route 2021. L'édition de 2020 a été annulée en raison de la pandémie de Covid-19.

## Présentation

### Équipes
Vingt-deux équipes ont pris le départ du Grand Prix de Fourmies : dix équipes UCI WorldTeam, dix équipes continentales professionnelles et deux équipes continentales.
| WorldTeams (10)- Bora-Hansgrohe - Deceuninck-Quick Step - UAE Team Emirates - AG2R Citroën Team - Trek-Segafredo - Groupama-FDJ - Israel Start-Up Nation - Cofidis - Lotto Soudal - Intermarché-Wanty-Gobert Matériaux ProTeams (10)- Alpecin-Fenix - Arkéa-Samsic - TotalEnergies - Uno-X Pro Cycling Team - Bingoal Pauwels Sauces WB - B&B Hotels p/b KTM - Delko - Sport Vlaanderen-Baloise - Vini Zabù - Team Novo Nordisk Équipes continentales (2)- Xelliss-Roubaix Lille Métropole - Saint Michel-Auber 93 |
| |

## Classement final
| \| Classement général \| Classement général \| Classement général \| Classement général \| Classement général \| \| Coureur \| Coureur \| Pays \| Équipe \| Temps \| \| ------------------ \| ------------------- \| ------------------ \| ---------------------------------- \| ------------------ \| \| 1er \| Elia Viviani \| Italie \| Cofidis \| 4 h 23 min 12 s \| \| 2e \| Pascal Ackermann \| Allemagne \| Bora-Hansgrohe \| + 0 s \| \| 3e \| Fernando Gaviria \| Colombie \| UAE Team Emirates \| + 0 s \| \| 4e \| Hugo Hofstetter \| France \| Israel Start-Up Nation \| + 0 s \| \| 5e \| Gerben Thijssen \| Belgique \| Lotto-Soudal \| + 0 s \| \| 6e \| John Degenkolb \| Allemagne \| Lotto-Soudal \| + 0 s \| \| 7e \| Álvaro Hodeg \| Colombie \| Deceuninck-Quick Step \| + 0 s \| \| 8e \| Jason Tesson \| France \| Saint Michel-Auber 93 \| + 0 s \| \| 9e \| Matîs Louvel \| France \| Arkéa-Samsic \| + 0 s \| \| 10e \| Baptiste Planckaert \| Belgique \| Intermarché-Wanty-Gobert Matériaux \| + 0 s \| |                     |           |                                    |                 |
| |                     |           |                                    |                 |
| Source : ProCyclingStats |                     |           |                                    |                 |
| Classement général |                     |           |                                    |                 |
| Coureur | Coureur             | Pays      | Équipe                             | Temps           |
| 1er | Elia Viviani        | Italie    | Cofidis                            | 4 h 23 min 12 s |
| 2e | Pascal Ackermann    | Allemagne | Bora-Hansgrohe                     | + 0 s           |
| 3e | Fernando Gaviria    | Colombie  | UAE Team Emirates                  | + 0 s           |
| 4e | Hugo Hofstetter     | France    | Israel Start-Up Nation             | + 0 s           |
| 5e | Gerben Thijssen     | Belgique  | Lotto-Soudal                       | + 0 s           |
| 6e | John Degenkolb      | Allemagne | Lotto-Soudal                       | + 0 s           |
| 7e | Álvaro Hodeg        | Colombie  | Deceuninck-Quick Step              | + 0 s           |
| 8e | Jason Tesson        | France    | Saint Michel-Auber 93              | + 0 s           |
| 9e | Matîs Louvel        | France    | Arkéa-Samsic                       | + 0 s           |
| 10e | Baptiste Planckaert | Belgique  | Intermarché-Wanty-Gobert Matériaux | + 0 s           |

## Classements UCI
La course attribue aux coureurs le même nombre de points pour l'UCI Europe Tour 2018 et le Classement mondial UCI.
| Position           | 1er | 2e  | 3e  | 4e  | 5e | 6e | 7e | 8e | 9e | 10e | 11e | 12e | 13e | 14e | 15e | 16e à 30e | 31e à 40e |
| Classement général | 200 | 150 | 125 | 100 | 85 | 70 | 60 | 50 | 40 | 35  | 30  | 25  | 20  | 15  | 10  | 5         | 3         |